# José Luis Rodríguez García (político)
José Luis Rodríguez García (La Habana, 18 de marzo de 1946) ocupó el cargo de Ministro de Economía y Planificación de Cuba y actual diputado a la Asamblea Nacional del Poder Popular en la VII Legislatura. Es también Vicepresidente del Consejo de Ministros y miembro del Consejo de Estado.

## Trayectoria
José Luis Rodríguez García nació el 18 de marzo de 1946, en La Habana, Cuba.
Fue miembro de las Milicias Nacionales Revolucionarias de la Universidad de La Habana. Es licenciado en Economía y posee un doctorado en Ciencias Económicas. 
Trabajó en el Centro de Investigaciones de la Economía Mundial y en 1994 fue designado Ministro de Finanzas y Precios. En 1995 fue designado Ministro de Economía y Planificación, cargo que tuvo hasta el 2009.
Desde su nombramiento como Ministro de Economía y Planificación, Rodríguez participó en diversos seminarios y foros económicos en todo el mundo, incluyendo el Foro de Davos, en Suiza.
Actualmente es vicepresidente del Comité Ejecutivo del Consejo de Ministros y miembro del Consejo Científico Superior de la Academia de Ciencias de Cuba.
Le fue otorgado el Premio Nacional de Ciencias Sociales y Humanísticas en 2021.
En 2024 recibió el Premio a la Excelencia de la Sección de Cuba de la Asociación de Estudios Latinoamericanos.